# John Juanda
Johnson "John" Juanda (Medan, 8 de julho de 1971) é um jogador profissional de pôquer.
Chegou aos Estados Unidos em 1990. MBA pela universidade de Seattle, atualmente ele é patrocinado pelo site de pôquer online Full Tilt Poker, e já conquistou cinco braceletes da World Series of Poker. No passado, Juanda foi vendedor de bíblias, de porta em porta.
Johnson "John" Juanda também é conhecido por ter um Trio contra um Royal Flush de Tony G.

## Braceletes
| Ano        | Torneio                                | Prêmio (US$) |
| ---------- | -------------------------------------- | ------------ |
| 2002       | $1,500 Triple Draw Lowball Ace to Five | $49,620      |
| 2003       | $2,500 Seven Card Stud Hi-Lo Split     | $130,200     |
| 2003       | $2,500 Pot Limit Omaha                 | $203,840     |
| 2008 WSOPE | £10,000 No Limit Hold'em Main Event    | $1,539,250   |
| 2011       | $10,000 2-7 Draw Lowball               | $367,170     |